# Каповале
Капова̀ле (на италиански: Capovalle, до 1907 г. Hano, Ано) е село и община в Северна Италия, провинция Бреша, регион Ломбардия. Разположено е на 1000 m надморска височина. Населението на общината е 375 души (към 2013 г.).